# Kuutuktu
Kuutuktu, auch Hutuktu oder Khutukhtu, (chinesisch 呼圖克圖 / 呼图克图, Pinyin Hūtúkètú, W.-G. Hu-t’u-k'o-t’u; Transkription aus dem Mongolischen ᠬᠤᠲᠤᠭᠲᠤ, хутагт, Chutagt; tibetisch ཧོ་ཐོག་ཐུ་ Hutuktu, Wylie ho thog thu) mit der Bedeutung von „langlebige Person“ im Sinne von Unsterblichkeit, ist ein von der kaiserlichen Regierung der Qing-Dynastie verliehener Titel an große lebende Buddhas des tibetischen Buddhismus in den von Tibetern und Mongolen bewohnten Gebieten Chinas.
Lebende Buddhas der ersten Klasse wurden im Register des Lifanyuan, im chinesischen Kaiserreich der Mandschu-Dynastie geführt vom Ministerium für Minoritäten-Angelegenheiten, verzeichnet. Damit musste jede Reinkarnation (Wiederverkörperung) durch die Zentralregierung anerkannt werden, die den Wiedergeborenen einen entsprechenden Titel verlieh.
Seit der Regierungszeit des Kaisers Qianlong musste die Reinkarnation durch die von der Qing-Regierung durchgeführte Losziehung aus der goldenen Urne bestätigt werden. Der Status der Kuutuktus rangiert an zweiter Stelle nach dem Dalai und Panchen. Einige große Kuutuktus hatten in der Lokalregierung in Tibet das Amt eines Regenten übernommen. Bis zum Ende der Qing-Dynastie waren zweihundertdreiundvierzig Kuutuktus im Lifanyuan registriert.

## Beispiele
- Changkya Hutuktus von Gonlung; chinesisch 章嘉呼圖克圖 / 章嘉呼图克图, Pinyin Zhangjia hutuketu
- Jetsun Dhampa Hutuktus der Mongolei; chinesisch 哲布尊丹巴呼圖克圖 / 哲布尊丹巴呼图克图, Pinyin Zhebuzun Danba hutuketu
- Tatsak Hutuktus von Kündeling 达察（济咙）呼图克图
- Demo Hutuktus von Tengyeling 第穆呼图克图
- Tsemonling Hutuktus 策墨林呼图克图
- Reting Hutuktus 热振呼图克图
- Dedrug Hutuktus 德柱呼图克图
- Pakpalha Hutuktus; (chinesisch 帕巴拉呼圖克圖 / 帕巴拉呼图克图, Pinyin Pabala hutuketu)
- Akya Hutuktus von Kumbum; chinesisch 阿嘉呼圖克圖 / 阿嘉呼图克图, Pinyin Ajia hutuketu
- Thuken Hutuktus von Gonlung; chinesisch 土觀呼圖克圖 / 土观呼图克图, Pinyin Tuguan hutuketu